# Salvatore Niffoi
Salvatore Niffoi (Orani, 19 febbraio 1950) è uno scrittore italiano.

## Biografia
Nasce a Orani, piccolo centro della Barbagia nella provincia di Nuoro. Si è laureato in lettere a Roma nel 1976, con una tesi sulla poesia in sardo, i cui relatori erano Carlo Salinari e Tullio de Mauro. È stato insegnante di scuola media fino al 2006.
Scrive il suo primo romanzo, Collodoro, nel 1997, edito dalla casa editrice nuorese Solinas. Nel 1999 inizia il sodalizio con la casa editrice Il Maestrale, con la quale ha pubblicato i successivi romanzi: Il viaggio degli inganni (1999), Il postino di Piracherfa (2000), Cristolu (2001), La sesta ora (2003).
I romanzi La leggenda di Redenta Tiria, La vedova scalza e Ritorno a Baraule escono presso la casa editrice Adelphi di Milano; con La vedova scalza ha vinto il Premio Campiello nel 2006. Niffoi è un esponente della Nuova letteratura sarda. I suoi libri sono stati tradotti in numerose lingue.

## Stile
La sua prosa si caratterizza per la commistione di italiano e sardo, sia dal punto di vista lessicale sia sintattico. L'uso del sardo, scelta voluta e necessaria come lui stesso afferma, non vuole tenere lontani i lettori che non conoscono il suo idioma, bensì vuole dare alle cose il nome che hanno, esprimere il senso della narrazione senza incorrere nel tradimento della traduzione, in un approccio alla letteratura volto a conservare i dubbi, piuttosto che esplicitare certezze. Degne di nota sono le sue descrizioni, che prevalgono sui dialoghi e hanno capacità di restituire i colori e gli odori, ma anche i rumori (anche mediante l'uso delle onomatopee), sollecitando i sensi.

## Opere
- Collodoro, Edizioni Solinas, 1997
- Il viaggio degli inganni, Il Maestrale, 1999
- Il postino di Piracherfa, Il maestrale, 2000
- Cristolu, Il maestrale, Nuoro 2000
- La leggenda di Redenta Tiria, La nuova Sardegna, Sassari 2003
- La sesta ora, Il Maestrale, 2003
- La vedova scalza, Adelphi, 2006
- Ritorno a Baraule, Mondolibri, 2007 vincitore del Premio Letterario Internazionale  "Alessandro Manzoni - Città Di Lecco",[6]
- L'ultimo inverno, Il Maestrale, 2007
- Il pane di Abele, Mondolibri, 2009
- Paraìnas: detti e parole di Barbagia, con una nota di Matteo Codignola, Adelphi, Milano 2009
- Il bastone dei miracoli, Adelphi, 2010
- Il lago dei sogni, Adelphi, 2011
- I malfatati: romanzi 1999-2007 (Contiene: Il viaggio degli inganni, Il postino di Piracherfa, Cristolu, La sesta ora, L'ultimo inverno), Il Maestrale, 2011
- Pantumas, Feltrinelli, 2012
- La quinta stagione è l'inferno, Mondolibri 2014
- Il venditore di metafore, Giunti, 2017
- Il cieco di Ortakos, Giunti, 2019
- Le donne di Orolè, Giunti, 2020
- Il Sogno dello Scorpione, Il Maestrale 2021
- L'apostolo di pietra, Giunti, 2022
- Nate sotto una cattiva luna , La nave di Teseo, 2023
- Il collezionista di specchi, La Nave di Teseo, 2024